# 정상학
정상학(鄭相鶴, 1937년 ~ )는 대한민국의 법조인이다.

## 생애
1937년에 태어나 제15회 고등고시 사법과에 합격해 판사에 임용되었으며 제주지방법원과 대구지방법원에서 법원장을 역임했다. 소망교회를 다니는 기독교 신자다.
1993년 고위 공직자 재산공개를 할 때 본인 소유의 이천읍 대지 220.95제곱미터 501,556(만원), 서울 문장동 49평형과 압구정동 38평형 아파트, 현금, 예금, 유가증권과 배우자 소유의 안양시 관양동 2,131제곱미터 등으로 합계 1,677,895(만원을 신고한 정상학은 처남과 공동 명의로 돼 있는 경기 이천읍 땅이 사실은 자신이 실소유자라고 밝혔다.

## 주요 판결
- 서울형사지방법원 합의6부 재판장으로 재직하던 1969년 5월 10일에 위장자수 간첩인 이수근과 그의 이질 배경옥에게 국가보안법, 반공법, 간첩죄 등을 적용해 사형, 이수근의 생질 김세준 등 5명에게 반공법, 공문서 위조와 행사, 외국환관리법위반 등을 적용해 징역6년에서 징역1년6월까지 각각 선고하면서 이수근의 이질인 배인향과 안남규에 대해 집행유예를 선고했다.[4]
- 광주고등법원 형사부 재판장으로 재직하던 1985년 7월 3일에 광주 충장로 아라모드빌딩 화염병 투척 미수 사건의 전남대생 9명에 대한 항소심에서 피고인 3명에게 징역1년6월을 선고하면서 나머지 6명에 대해 징역1년 집행유예2년을 선고했다.[5]
- 서울고등법원 형사3부 재판장으로 재직하던 1987년 5월 2일에 서진 룸살롱 살인사건으로 1심에서 10년을 선고받은 정요섭(40세)에게 징역15년, 사형과 무기징역을 선고받았던 김승길(26세), 박영진(26세)에게 각각 무기징역과 징역20년으로 형량을 조정하면서 1심에서 사형을 선고받은 장진석(25세), 김동술(23세), 고금석(23세)에게 사형을 유지했다.[6] 9월 25일에 안산지역 노동자 해방 투쟁위원회 결성에 참가하고 반월공단에서 '노동3권 쟁취하자'라는 구호를 외친 혐의로 국가보안법과 집시법을 적용하여 1심에서 징역2년 자격정지2년 집행유예4년을 선고받은 피고인에 대해 "피고인이 석방되고 나서 집행유예로 풀려나 '자유스런 몸으로 강력하고 효과적인 투쟁을 위해 거짓으로 반성문을 제출했다'고 주장했다"며 원심을 깨고 징역1년 자격정지1년6월을 선고했다.[7]
- 서울형사지방법원 합의30부 재판장으로 재직하던 1989년 2월 25일에 법정소란 등으로 기소된 군복무 중에 사망한 정연관 상병의 어머니와 교대 재학 중에 사망한 박선영의 어머니에 대해 각각 징역8월을 선고했다.[8] 4월 25일에 대한항공 858편 폭파 사건의 주범인 김현희에 대해 일본인 등 일부 외신 기자가 "공소유지 조차 할 수 없다"는 비판이 제기되었음에도 불구하고 국가보안법 지령목적수행 살인죄와 잠입탈출죄, 항공기 파괴치사죄, 항공기 위험 물건 탑재죄 등 7개 죄목을 적용하여 검찰 구형대로 사형을 선고했다.[9] 10월 5일에 국가보안법 지령수수죄, 잠입탈출죄. 회합통신죄, 금품수수죄 등으로 구속된 유원호와 문익환에게 각각 징역10년 자격정지10년을 선고하면서 "유원호에게 간첩죄에 대해 증거부족을 이유로 자진지원과 국가기밀누설로 변경하고 문익환에게는 '존경하는 김일성 주석'이라고 말한 부분과 '김일성 주석과 김정일 동지의 만수무강을 위해 축배를 들자'는 제의에 동참한 것에 대해 일부 찬양고무는 무죄를 선고한다"고 밝혔다.[10] 5월 24일에 전대협 3기 의장 임종석에 대해 "반국가단체로부터 지령을 받고 전대협 대표를 평양 축전에 파견하고 여의도 농민 시위를 주도하는 등 공소사실이 모두 유죄로 인정된다"며 국가보안법 특수잠입,탈출죄와 집시법, 화염병 사용 등 처벌에 관한 법률 위반 등 8개 죄목을 적용해 징역10년 자격정지10년을 선고했다.[11]
- 서울형사지방법원 수석부장판사로서 합의10부 재판장이으로 재직하던 1988년 5월 25일에 전 민정당정책위 의장인 임철수의 변칙 거액 예탁금을 횡령하여 구속된 대주상호신용금고 회장 형제에 대해 징역7년~3년을 선고한 원심을 깨고 각각 징역4년과 징역3년 집행유예5년을 선고했다.[12] 7월 30일에 1400만원의 뇌물을 받고 준공 허가를 해줘 특가법 뇌물수수로 구속된 종로구청 건축과장 오공표 등 종로구청 공무원 4명에게 징역3년 집행유예5년에서 징역2년 집행유예3년을 각각 선고했다.[13] 1989년 4월 28일에 하청업체에 지급한 하자 보수비를 2~3배 높게 책정해 차액을 빼돌리는 수법으로 19차례에 걸쳐 10억여원을 빼돌리는 등 29억원을 횡령하고 부가가치세, 증여세 등 17억여원을 탈세한 전두환의 처남 이창석에 대해 "초범이면서 범행을 깊이 반성하고 있고 포탈세액을 전부 납부했다"며 징역3년 집행유예5년 벌금20억원을 선고했지만[14] 항소심에서 "특정경제범죄 가중처벌법상 법정 최저형이 징역5년이고 횡령한 돈을 부동산 매입 등 개인 소비에 사용하는 등 재질이 나쁘다"며 징역2년6월 벌금30억원을 선고하면서 법정구속 됐다.[15]
- 서울형사지방법원 항소1부 재판장으로 재직하던 1989년 5월 19일에 1987년 통일민주당 창당방해 사건의 용팔이 김용남에게 징역2년6월, 전 신민당 청년부장 이선준에게 징역1년을 선고하는 등 7명에게 징역10월~2년6월을 선고했다.[16]
- 서울형사지방법원 항소10부 재판장으로 재직하던 1990년 1월 20일에 예비군 훈련에 불참해서 벌금 10만원을 선고받고 항소한 피고인에 대한 항소심에서 "예비군 훈련 불참 사실을 자진 신고기간 내에 신고한 뒤에 보충 교육을 받았다고 하더라도 자진 신고기간 설정 취지가 정상을 참작하겠다는 행정부 내부 방침일뿐 이를 이유로 면책될 수 없다"며 항소를 기각했다.[17]6월 15일에 임수경 방북사건에서 전대협 간부들에게 입북 경로를 알려줘 국가보안법 편의제공으로 구속되어 1심에서 징역2년 자격정지2년을 선고받은 일산기독병원 의사 김진엽에게 징역1년6월 자격정지1년6월을 선고했다.[18] 12월 1일에 수입 쇠고기를 한우로 속여 팔아 1심에서 벌금 300만원을 선고받은 신세계백화점에 대해 "갈비 제품은 식품위생법 시행령상 식품제조 가공업의 허가를 받거나 신고해 제조하도록 규정한 품목에 해당하지 않는다"며 무죄를 선고했다.[19]